# Melanothrix leucotrigona
Melanothrix leucotrigona is een vlinder uit de familie van de Eupterotidae. De wetenschappelijke naam van de soort is voor het eerst geldig gepubliceerd in 1893 door Hampson.